# فتاحي (مذيخرة)

تعديل مصدري - تعديل

فتاحي هي إحدى قرى عزلة مذيخرة بمديرية مذيخرة التابعة لمحافظة إب، بلغ تعداد سكانها 28 نسمة حسب تعداد اليمن لعام 2004.